# امعطف (المضاربة والعارة)

تعديل مصدري - تعديل

امعطف هي إحدى قرى عزلة المضاربة بمديرية المضاربة والعارة التابعة لمحافظة لحج، بلغ تعداد سكانها 22 نسمة حسب تعداد اليمن لعام 2004.